# Rajd Monte Carlo 2002
Rezultaty Rajdu Monte Carlo (70ème Rallye Automobile de Monte-Carlo), eliminacji Rajdowych Mistrzostw Świata w 2002 roku, który odbył się w dniach 18 – 20 stycznia. Była to pierwsza runda czempionatu w tamtym roku i pierwsza asfaltowa, a także pierwsza w Junior WRC. Bazą rajdu było miasto Monte Carlo. Zwycięzcami rajdu zostali Finowie Tommi Mäkinen i Kaj Lindström w Subaru Imprezie WRC. Wyprzedzili oni francusko-monakijską załogę Sébastien Loeb/Daniel Elena jadącą Citroënem Xsarą WRC oraz Hiszpanów Carlosa Sainza i Luísa Moyę w Fordzie Focusie WRC. Z kolei w Junior WRC zwyciężyli Belgowie François Duval i Jean-Marc Fortin, jadący Fordem Pumą S1600.
Rajdu nie ukończyło pięciu kierowców fabrycznych. Francuz Philippe Bugalski w Citroënie Xsarze WRC wycofał się na 1. odcinku specjalnym z powodu awarii silnika, podobnie jak jego partner zespołu Szwed Thomas Rådström. Kierowca Škody Octavii WRC Czech Roman Kresta wypadł z trasy na 7. odcinku specjalnym. Rajdu nie ukończyli także dwaj kierowcy Hyundaia Accenta WRC. Belg Freddy Loix miał wypadek na 3. oesie, a Niemiec Armin Schwarz odpadł z tego samego powodu na 4. oesie.

## Klasyfikacja ostateczna
| Miejsce                     | Zawodnik                  | Pilot                     | Samochód                  | Czas                      | Strata                    | Grupa                     | Punkty                    |
| WRC (pierwsza dziesiątka)   | WRC (pierwsza dziesiątka) | WRC (pierwsza dziesiątka) | WRC (pierwsza dziesiątka) | WRC (pierwsza dziesiątka) | WRC (pierwsza dziesiątka) | WRC (pierwsza dziesiątka) | WRC (pierwsza dziesiątka) |
| --------------------------- | ------------------------- | ------------------------- | ------------------------- | ------------------------- | ------------------------- | ------------------------- | ------------------------- |
| 1.                          | Tommi Mäkinen             | Kaj Lindström             | Subaru Impreza WRC        | 3:59:30.7                 |                           | A8 M                      | 10                        |
| 2.                          | Sébastien Loeb            | Daniel Elena              | Citroën Xsara WRC         | 4:00:44.8                 | +1:14.1                   | A8                        | 6                         |
| 3.                          | Carlos Sainz              | Luís Moya                 | Ford Focus WRC            | 4:00:46.4                 | +1:15.7                   | A8 M                      | 4                         |
| 4.                          | Colin McRae               | Nicky Grist               | Ford Focus WRC            | 4:01:28.7                 | +1:58.0                   | A8 M                      | 3                         |
| 5.                          | Marcus Grönholm           | Timo Rautiainen           | Peugeot 206 WRC           | 4:01:38.1                 | +2:07.4                   | A8 M                      | 2                         |
| 6.                          | Petter Solberg            | Phil Mills                | Subaru Impreza WRC        | 4:02:00.3                 | +2:29.6                   | A8 M                      | 1                         |
| 7.                          | Gilles Panizzi            | Hervé Panizzi             | Peugeot 206 WRC           | 4:02:50.8                 | +3:20.1                   | A8 M                      |                           |
| 8.                          | Richard Burns             | Robert Reid               | Peugeot 206 WRC           | 4:03:47.1                 | +4:16.4                   | A8 M                      |                           |
| 9.                          | François Delecour         | Daniel Grataloup          | Mitsubishi Lancer WRC     | 4:05:06.4                 | +5:35.7                   | A8 M                      |                           |
| 10.                         | Toni Gardemeister         | Paavo Lukander            | Škoda Octavia WRC         | 4:06:13.1                 | +6:42.4                   | A8 M                      |                           |
| JWRC (punktujący zawodnicy) |                           |                           |                           |                           |                           |                           |                           |
| 1. (17.)                    | François Duval            | Jean-Marc Fortin          | Ford Puma S1600           | 4:25:06.2                 |                           | A6                        | 10                        |
| 2. (18.)                    | Nicola Caldani            | Sauro Farnocchia          | Peugeot 206 XS S1600      | 4:29:21.1                 | +4:14.9                   | A6                        | 6                         |
| 3. (19.)                    | Roger Feghali             | Nicola Arena              | Ford Puma S1600           | 4:32:16.6                 | +7:10.4                   | A6                        | 4                         |
| 4. (20.)                    | Daniel Carlsson           | Per Karlsson              | Ford Puma S1600           | 4:32:30.3                 | +7:24.1                   | A6                        | 3                         |
| 5. (21.)                    | David Doppelreiter        | Thomas Lettner            | Peugeot 206 XS S1600      | 4:34:53.8                 | +9:47.6                   | A6                        | 2                         |
| 6. (22.)                    | Niki Schelle              | Gerhard Weiß              | Suzuki Ignis S1600        | 4:34:56.6                 | +9:50.4                   | A6                        | 1                         |

1. ↑  Litera M przy oznaczeniu grupy do której należy samochód oznacza, iż tylko ci kierowcy zdobywali punkty dla swoich zespołów liczonych w klasyfikacji producentów na koniec sezonu.

## Zwycięzcy odcinków specjalnych
| Dzień      | Odcinek | G. rozp. | Nazwa                             | Długość | Zwycięzca         | Czas    | Lider rajdu    |
| ---------- | ------- | -------- | --------------------------------- | ------- | ----------------- | ------- | -------------- |
| 1 (18 STY) | SS1     | 08:30    | Selonnet – Turriers 1             | 28.74km | Carlos Sainz      | 17:54.3 | Carlos Sainz   |
| 1 (18 STY) | SS2     | 11:06    | Sisteron – Thoard 1               | 36.73km | odcinek anulowany | –       | Carlos Sainz   |
| 1 (18 STY) | SS3     | 13:39    | Selonnet – Turriers 2             | 28.74km | Petter Solberg    | 17:15.9 | Tommi Mäkinen  |
| 1 (18 STY) | SS4     | 12:57    | Sisteron – Thoard 2               | 36.73km | Sébastien Loeb    | 23:41.1 | Sébastien Loeb |
| 1 (18 STY) | SS5     | 18:25    | Puget – Toudon 1                  | 26.76km | Sébastien Loeb    | 17:44.7 | Sébastien Loeb |
| 2 (19 STY) | SS6     | 10:08    | Villars Sur Var 1                 | 12.08km | Petter Solberg    | 9:44.5  | Sébastien Loeb |
| 2 (19 STY) | SS7     | 10:51    | Puget – Toudon 2                  | 26.76km | Sébastien Loeb    | 17:30.7 | Sébastien Loeb |
| 2 (19 STY) | SS8     | 13:49    | Coaraze – Loda 1                  | 23.05km | Tommi Mäkinen     | 15:56.6 | Sébastien Loeb |
| 2 (19 STY) | SS9     | 14:32    | La Bollene – Turini – Moulinet 1  | 23.47km | Tommi Mäkinen     | 15:58.6 | Sébastien Loeb |
| 2 (19 STY) | SS10    | 18:09    | Coaraze – Loda 2                  | 23.05km | Sébastien Loeb    | 16:08.2 | Sébastien Loeb |
| 2 (19 STY) | SS11    | 18:56    | La Bollene – Tourini – Moulinet 2 | 23.47km | Tommi Mäkinen     | 16:21.4 | Tommi Mäkinen  |
| 3 (20 STY) | SS12    | 09:13    | Sospel – La Bollene 1             | 32.85km | Petter Solberg    | 22:38.4 | Tommi Mäkinen  |
| 3 (20 STY) | SS13    | 10:08    | Loda – Luceram 1                  | 16.55km | Sébastien Loeb    | 12:03.9 | Tommi Mäkinen  |
| 3 (20 STY) | SS14    | 12:33    | Sospel – La Bollene 2             | 32.85km | Petter Solberg    | 22:02.2 | Tommi Mäkinen  |
| 3 (20 STY) | SS15    | 13:28    | Loda – Luceram 2                  | 16.55km | Petter Solberg    | 11:52.7 | Tommi Mäkinen  |

## Klasyfikacja po 1 rundzie
Tabele przedstawiają tylko pięć pierwszych miejsc.

### Kierowcy
| Lp. | Kierowca        | Pkt |
| --- | --------------- | --- |
| 1   | Tommi Mäkinen   | 10  |
| 2   | Sébastien Loeb  | 6   |
| 3   | Carlos Sainz    | 4   |
| 4   | Colin McRae     | 3   |
| 5   | Marcus Grönholm | 2   |

### Producenci
| Lp. | Producent         | Pkt |
| --- | ----------------- | --- |
| 1   | 555 Subaru WRT    | 12  |
| 2   | Ford Rallye Sport | 10  |
| 3   | Peugeot Total     | 4   |